# Die rote Lilie
Die rote Lilie (Originaltitel: The Red Lily) ist ein US-amerikanisches Stummfilmdrama aus dem Jahr 1924 von Fred Niblo mit Enid Bennett und Ramón Novarro in den Hauptrollen. Der Film wurde von Metro-Goldwyn-Mayer produziert.

## Handlung
In der französischen Provinzstadt Vivonne sind Jean Leonnec, der Sohn des Bürgermeisters Hugo Leonnec, und Marise La Noue, die Tochter eines Schusters, ein Liebespaar. Sein Vater missbilligt die Beziehung aufgrund ihrer Klassenunterschiede. Als Marises Vater stirbt und sie verarmt zurücklässt, beschließen sie und Jean, gemeinsam nach Paris zu fliehen und gegen den Willen seines Vaters zu heiraten. 
Sobald sie in Paris angekommen sind, werden getrennt. Mit der Zeit wird Jean zum Dieb und Marise zu einer Prostituierten. Jahre später treffen sie sich wieder. Er wird verhaftet und nachdem er eine Gefängnisstrafe abgesessen hat, kehrt er zurück und findet sie als veränderte Frau vor.

## Hintergrund
Gedreht wurde der Film von April bis Mai 1924 in den MGM-Studios in Culver City.
Ende Mai wurde berichtet, dass die Dreharbeiten beendet seien. Hintergrundaufnahmen wollte Regisseur Niblo während seiner geplanten Europareise anfertigen. Es entstanden Gerüchte, dass Niblos Reise zu einem Arbeitstrip werden würde, da er Charles Brabin als Regisseur von Ben Hur ablösen sollte. Gleichzeitig sollte Ramón Novarro den Hauptdarsteller George Walsh ersetzen. Beide Gerüchte bewahrheiteten sich in der Folgezeit.
Ben Carré war für das Szenenbild zuständig. 
Die Library of Congress führt den Film als existent. Kopien aller sieben Filmrollen über 6.975 Fuß (entspricht 2.126 Filmmetern) werden sowohl bei MGM als auch in der Kongressbibliothek selber aufbewahrt.

## Veröffentlichung
Die Premiere des Films fand am 8. September 1924 statt. Im Deutschen Reich und in Österreich kam er 1928 in die Kinos.

## Kritiken
Der Filmkritiken-Aggregator Rotten Tomatoes hat in einer Auswertung ein Publikumsergebnis von 55 Prozent positiver Bewertungen ermittelt.
Der Kritiker der The New York Times bewertete das Werk als eine der herausragenden Filmleistungen der Saison. Das Spiel der Darsteller sei über jeden Zweifel erhaben und die verschiedenen Situationen werden mit mitreißender Spannung ausgearbeitet. Bei diesem Filmdrama spüre man, dass es offensichtlich von einem französischen Schriftsteller inspiriert wurde. Die Schauplätze, insbesondere die Außenaufnahmen, seien auffallend ortsgetreu.
Robert E. Sherwood schrieb im Magazin Life, es handele sich um einen außergewöhnlich würdigen Film. Die Geschichte sei zwar nicht außergewöhnlich originell, aber sie sei solide konstruiert und mache Sinn. Fred Niblo habe jede Szene mit großem Geschick inszeniert.

## Auszeichnungen
Ramón Novarro wurde 1924 mit dem Photoplay Award für die beste Darstellerleistung des Monats Oktober ausgezeichnet.